# Bowerre
Die Bowerre ist ein etwa ein Kilometer langer Flusslauf in der Innenstadt von Herford, der heute teils zugeschüttet und verrohrt ist. Es handelt sich dabei um den ursprünglichen Lauf der Werre. Einen Zulauf gibt es nicht mehr. Bei dem Rohr unter der Trasse handelt es sich zwischenzeitlich um einen Regen- bzw. Mischwasserkanal mit den dazugehörigen Hausanschlüssen.

## Name
Der Name „Bowerre“ ist über „Borwerre“ aus „Bornewerre“ (17. Jh.) verkürzt. „Born“ (Quelle, Brunnen, Tränke) bezeichnet dabei eine Viehtränke, die sich in der Nähe des Bergertores befand. Auf Kartenwerken taucht der Name erst seit Anfang des 20. Jahrhunderts auf, davor wurde der Flussarm einfach als „Werre“ bezeichnet. Offenbar war das Wissen um den Ursprung des Gewässers damals durchaus noch verbreitet.

## Lage, Geographie, Verlauf

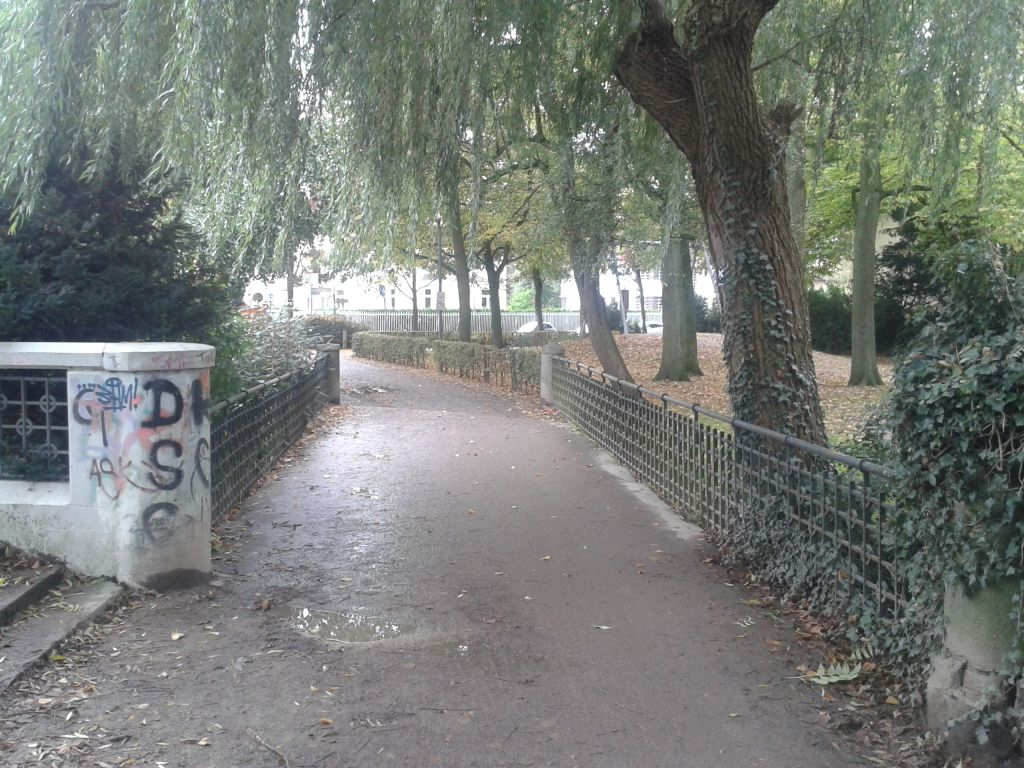
Weddigenufer mit ehemaliger Bowerrebrücke

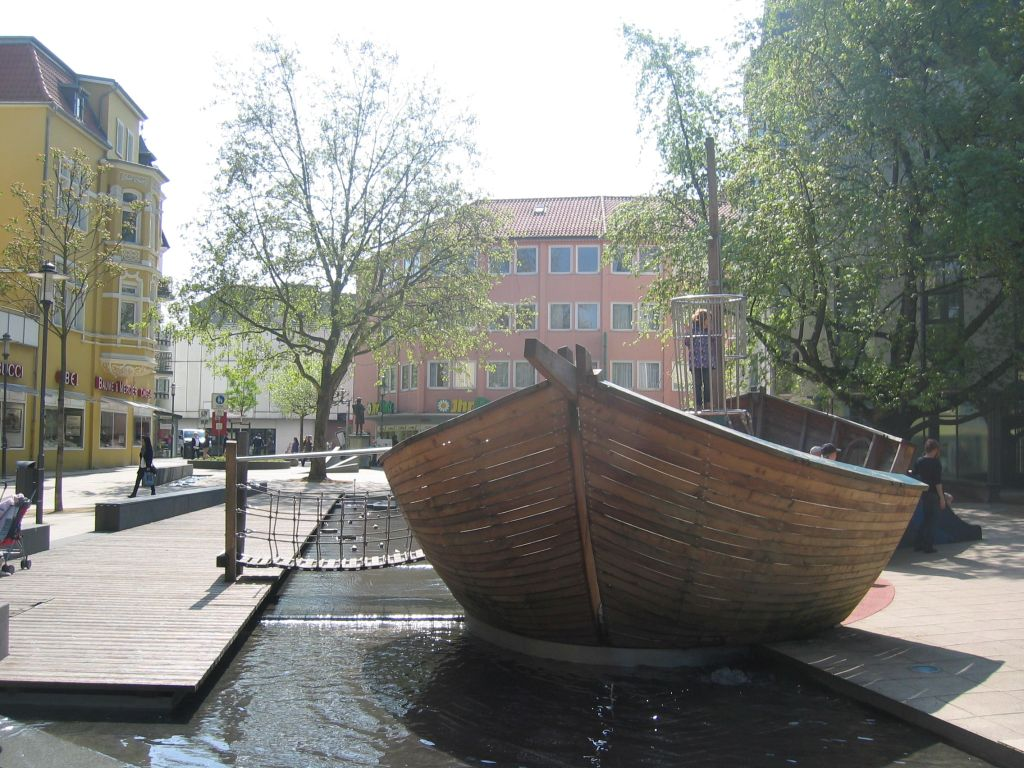
Spielplatz auf dem Linnenbauerplatz, erinnert an die Bowerre

Der Verlauf der Bowerre bildet noch heute die Grenze zwischen der Herforder Neustadt im Nordosten und der Altstadt im Südwesten.
Ursprünglich zweigte die Bowerre am Bergertor, einem der fünf ehemaligen Herforder Stadttore, das zum Stiftberg führt, von der Werre ab. Im Verlauf des 1912 angelegten Weddigenufers führte dort eine Brücke über die Bowerre. Seit der Umgestaltung der Straßen in diesem Bereich wurde der Zufluss unterhalb des Brückenbogens verfüllt; der Oberbau der Brücke mit den Geländern ist noch vorhanden. Auf der anschließenden Spatzenwiese (Weddigenuferpark), durch die die Bowerre floss, steht heute ein Mahnmal für die Opfer von Krieg und Gewaltherrschaft. Nicht weit davon entfernt wurde zwischen 1890 und den 1920er Jahren eine Bleicherei betrieben. Später wurde dieser Straßenbereich Zur Bleiche genannt. An der Stelle, an der sich die Bleicherei befand, steht heute eine der fünf städtischen Kindertagesstätten.
Die ehemalige Osterbrücke, unter der die Bowerre anschließend floss, verband die Bergertorstraße und damit die Neustadt mit der Johannisstraße in der Altstadt. Danach verlief die Bowerre parallel zur Komturstraße hinter der katholischen Kirche St. Johannes Baptist entlang. Diese Stelle galt als besonders malerisch und wurde von der Osterbrücke aus oft gemalt, gezeichnet oder fotografiert. Der anschließende kurze Abschnitt zwischen Klosterstraße und Höckerstraße wurde nach dem Zuschütten als Anlieger- und Anlieferstraße ausgebaut und An der Bowerre genannt.
Die Mittelstädter Brücke von der Höckerstraße in den Gehrenberg bildete eine der wenigen Verbindungen zwischen Alt- und Neustadt. Sie war um das Jahr 1400 errichtet worden und wurde 1972 abgerissen. Seitdem befindet sich im Pflaster am Übergang zwischen Höckerstraße und Gehrenberg eine Stahlplatte mit der Aufschrift Bowerre bis 1972. Seit 1909 stand auf einem Pfeiler der Brücke der Linnenbauer, dessen Denkmal heute am Linnenbauerplatz steht. Das Linnenbauerdenkmal zeigt den letzten Herforder Handweber, den Elverdisser Fritken Oberdiek, der sein Leinen noch selbst zum Großhändler in die Stadt brachte und dort verkaufte, wie er verschmitzt lächelnd sein Geld für die verkauften Leinwandballen zählt. Der Linnenbauer oder Leineweber ist vergleichbar mit dem Kiepenkerl.
Seit dem 10. Jahrhundert stand an der Mittelstädter Brücke eine Mühle, deren Mühlrad von der Bowerre angetrieben wurde. Die Mittelstädter Mühle oder Abteimühle wurde abgerissen, als die Bowerre 1972 zugeschüttet wurde.
Heute ist der Linnenbauerplatz ein Innenstadtplatz mit Kinderspielplatz, an dem sich die Einkäufer ausruhen können. Die heutige Gestaltung des Spielplatzes mit einem Wasserlauf und einem Schiff erinnert an die Bowerre. Nördlich davon befindet sich in einem Gebäude der ehemaligen Möbelfabrik Kopka die Herforder Stadtbibliothek.
Im weiteren Verlauf wurde auf der Bowerre ein Verbindungsweg bis zur Einmündung der Hämelinger Straße in die Berliner Straße geschaffen, der auf der Westseite an einen privaten Park grenzt und auf der Ostseite mit Wohnhäusern bebaut wurde.
Unter der Berliner Straße und der Straße Am Pulverturm, wo im Bereich einer Filiale der Sparkasse Herford eine Tiefgarage in das Flussbett gebaut wurde, verlief die Bowerre weiter über den Bereich der städtischen katholischen Grundschule Wilhelmsplatz (Wilhelm-Oberhaus-Schule), wo sich in einem Teil bis in die 1960er Jahre die Freiwillige Feuerwehr Herford befand, bis zum Schulwall. Zwischen Schulwall und Arndtstraße ist teilweise eine trockene Senke zu erkennen, die auf den Verlauf der Bowerre hinweist. Westlich der Brücke über die Arndtstraße, die zwischenzeitlich verfüllt ist, erhält die Bowerre durch einen Zulauf Wasser und fließt parallel zum Steintorwall bis zur Mündung in die Aa.

### Nebenflüsse

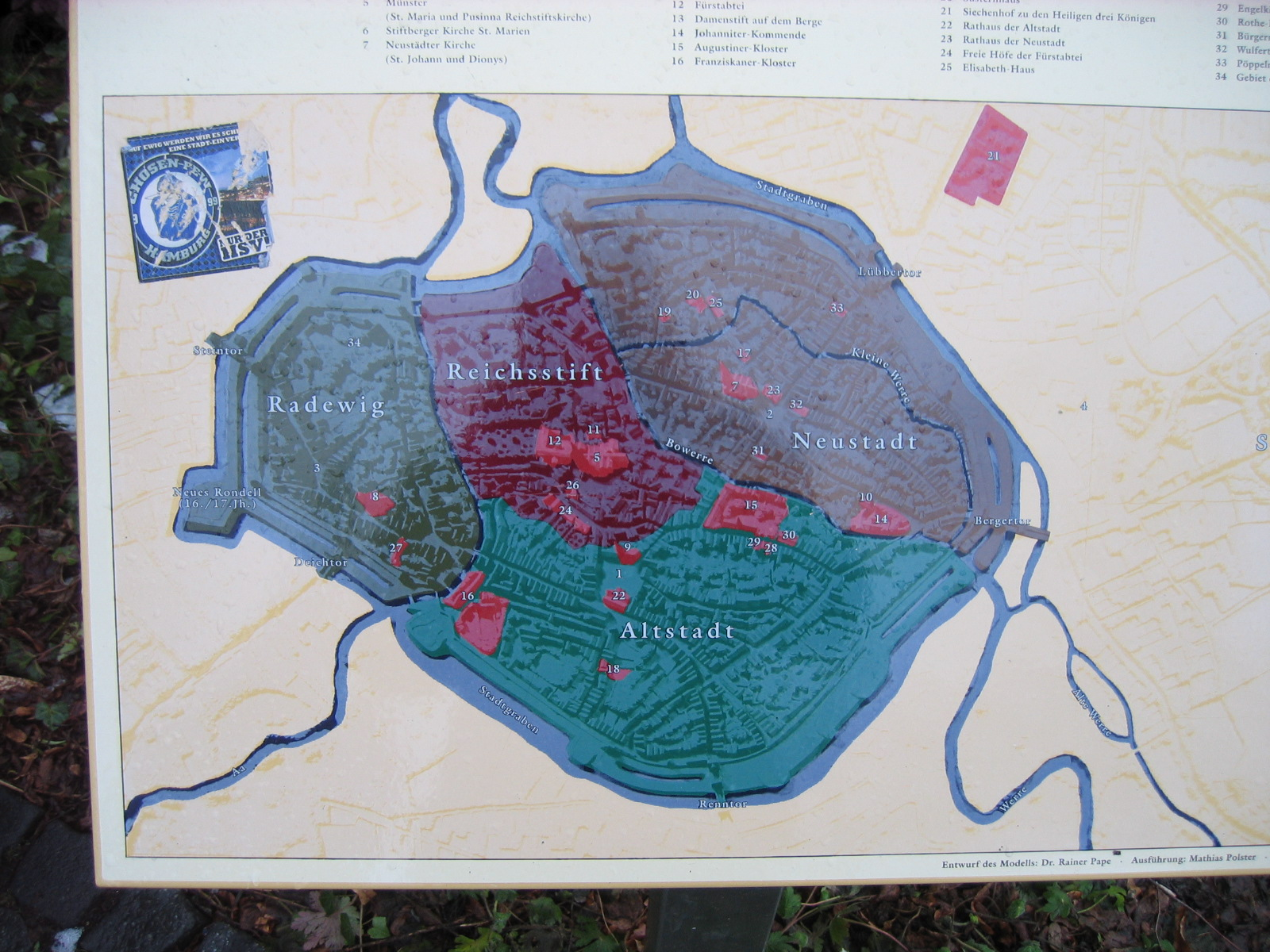
Bowerre und kleine Werre auf einem Stadtplan des mittelalterlichen Herfords

Ein rechtsseitiger Nebenlauf der Bowerre war die sogenannte Kleine Werre. Sie zweigte in der Nähe des Bergertores von der Bowerre ab, durchfloss die Neustadt und mündete nördlich der Hämelinger Straße wieder in die Bowerre ein. Der Historiker Rainer Pape vermutet, dass es sich um einen frühen Stadtgraben der Neustadt handelt.
Die Kleine Werre wurde 1945/46 aus hygienischen Gründen zugeschüttet. Durch die Anlage der Berliner Straße und die sich anschließenden Bebauungen wurde das Flussbett in den 1960er/1970er Jahren völlig verbaut und ist im heutigen Stadtbild nicht mehr erkennbar.

## Geschichte

### Menschliche Eingriffe
Die zwischen 1224 und 1250 östlich der Altstadt angelegte Herforder Neustadt wurde mit einem breiten Stadtgraben umgeben, der den Hauptteil des Wassers der Werre aufnahm (heutiger Flusslauf zwischen Bergertor und Hansastraße). Der ursprüngliche Lauf, die Bowerre, blieb erhalten und markierte fortan die Grenze zwischen den beiden selbständigen Stadtteilen. Im Dreißigjährigen Krieg knickte man den Fluss nördlich des Walles bogenförmig nach Westen ab, um ihn als Stadtgraben zu benutzen. Weiterhin wurde der Fluss auch zum Betreiben von Wassermühlen genutzt.

### Verrohrung und Verschüttung im 20. Jahrhundert
1962 beschloss der Herforder Stadtrat, die Bowerre auf voller Länge zuzuschütten, um die Kosten für die Unterhaltung einzusparen. Als Gründe wurden allerdings die schlechte Wasserqualität, die Geruchsbelästigung, Rattenplagen und die Belästigung von Passanten durch herüberwehende Schaumballen angeführt. Es folgte ein mehrjähriger Prozess mit Gegnern dieses Beschlusses, der 1967 jedoch zugunsten der Stadt entschieden wurde. Zwischen 1969 und 1976 wurden die meisten Teilstücke der Bowerre trockengelegt und zugeschüttet. Seitdem ist vom ursprünglichen Gewässer nur noch ein 120 m langes Reststück am Steintorwall vorhanden. Teile des Flussbettes wurden bis Mitte der 1980er Jahre zu Straßen und Wegen ausgebaut.

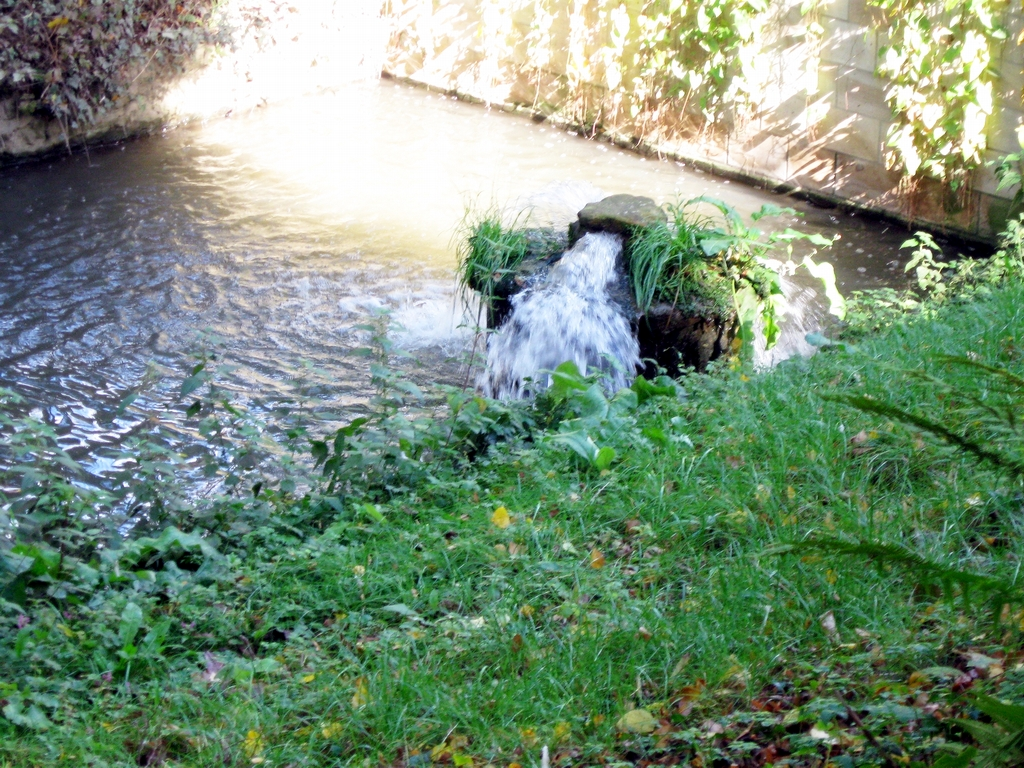
Der künstliche Wasserzulauf

Der frühere Plan einer vollständigen Zuschüttung der Bowerre wurde 1982 mit einer Änderung des Bebauungsplanes fallengelassen. Stattdessen sollte das noch offene Teilstück in die städtischen Grünanlagen einbezogen werden. Das Problem der Geruchsbelästigung, das in den folgenden Jahren zu einem Prozess mit Anliegern führte, wurde 1986 durch Entschlammung des Flusses und die Schaffung einer künstlichen Wasserzufuhr gelöst. Dabei wurde über etwa 100 Meter eine Leitung von der Aa bis zur Arndtstraße gelegt. Über diese wird mehrmals am Tag Wasser aus der Aa hochgepumpt, das dann wieder zurück zur Aa fließt.

### Weitreichende Folgen der Baumaßnahmen
Die mit der Trockenlegung verbundene Senkung des Grundwasserspiegels hat im Laufe der Jahre zu einer Schädigung des Fundaments angrenzender Gebäude geführt. Im Allgemeinen wird die Beseitigung des Flusses heute als eine völlig verfehlte Art der Stadtsanierung angesehen. Pläne für eine (teilweise) Wiederherstellung des ursprünglichen Flusslaufes gibt es seit Anfang der 1990er Jahre, jedoch konnte aus Kostengründen bisher nichts davon realisiert werden.